# Tây Lăng
Tây Lăng (chữ Hán giản thể: 西陵区, Hán Việt: Tây Lăng khu) là một quận thuộc địa cấp thị Nghi Xương, tỉnh Hồ Bắc, Cộng hòa Nhân dân Trung Hoa. Quận này có diện tích 89,8 km2, dân số năm 2010 là 512.000 người. Về mặt hành chính, quận này được chia ra 7 nhai đạo (Cổ Lâu, Vân Tập, Học viện, Tây Bá, Cát Châu Bá, Tây Lăng và Dạ Minh Châu) và 1 hương.